# Everyday Sunday
Everyday Sunday é uma banda estado-unidense de rock cristão que teve início em Columbus, Ohio como banda da juventude da igreja de Wesleyan do Cypress. O único membro da formação original que ainda se encontra na banda é Trey Pearson, que é vocalista.

## Membros

### Membros antigos[2]
- Jesse Counts - guitarra (2007-2008)
- Aaron Eikenberry - guitarra (2007-2008)
- Brandon Eikenberry - baixo (2007-2008)
- Daniel Hunter - baixo (até 2007)
- Christopher Hines - bateria (até 2007)
- Brad Allen - guitarra (até 2005)
- Wade James - guitarra (até 2005)
- Andrew Martin - guitarra, vocal (até 2005)
- Jason Siemer - guitarra (até 2005)

### Membros atuais[2]
- Trey Pearson - vocal
- Kevin Cramblet - bateria
- Tyler Craft - baixo
- Nick Spencer - guitarra

## Discografia
- Sleeper (2001, Independente )
- Stand Up (2002, Flicker Records )
- Anthems for the Imperfect (2004, Flicker Records)
- Wake Up! Wake Up! (2007, Inpop Records)
- Best Night of Our Lives (2009, Inpop Records)

## Singles
- "Wake Up! Wake Up!" (#1 on Christian Rock)
- "Find Me Tonight" (#1 on Christian CHR)